# Ałła (Rosja)
Ałła (ros. Алла) – wieś (ułus) w Rosji, w Buriacji, w rejonie kurumkańskim. W 2010 liczyła 1080 mieszkańców.